# Squealer
Squealer ist eine deutsche Metal-Band aus Schwalmstadt, Hessen.

## Geschichte
Die Band wird von Sänger Andy 'Henner' Allendörfer, Gitarrist Axel Fischer, und Bassist Bernd Adam im Jahr 1984 gegründet. Kurze Zeit später stößt noch der Schlagzeuger Frank Wolf dazu. Henner übernimmt zunächst neben dem Gesang noch die zweite Gitarre, tritt diesen Posten aber nach der EP Human Traces an Lars Döring ab. Es dauert nicht lange, bis die ersten Plattenlabels Interesse an der Band zeigen. Anstatt jedoch einen der angebotenen Verträge zu unterschreiben, gründet Henner zusammen mit Axel Fischer sein eigenes Label mit dem Namen AFM Records, um darüber das Debütalbum Make Your Day zu veröffentlichen.
Zwar hält sich der kommerzielle Erfolg für die Band zunächst noch in Grenzen, aber Squealer können sich mit dem Album erfolgreich in der Underground-Szene etablieren. Nicht ganz ohne Selbstironie erscheint das Nachfolge-Album im Jahr 1995 unter dem Titel Wrong Time, Wrong Place?. Kurze Zeit später verlässt Frank Squealer und Mike Kramer nimmt seinen Platz am Schlagzeug ein. In den kommenden Jahren kann sich AFM Records immer mehr etablieren und bekanntere nationale und internationale Bands unter Vertrag nehmen. Da das Label immer mehr von Henners Zeit in Anspruch nimmt, dauert es ganze vier Jahre, bis mit The Prophecy das dritte Album von Squealer in die Läden kommt.
Zwischenzeitlich hat sich, nicht zum letzten Mal, auch personell einiges im Lager der Hessen getan. Neben Henner und Lars sind nun Gitarrist Michael Schiel, Bassist Tobias 'Eggi' Exxel und Drummer Martin Winter (ex-Asgard) mit von der Partie. Auch der Edguy-Sänger Tobias Sammet ist als Gastsänger auf The Prophecy zu hören. Da der Sound deutlich bombastischer als auf den Vorgängeralben ausfällt, wird die Platte sogar von Metal Blade Records für den amerikanischen Markt lizenziert. Ohne viel Zeit verstreichen zu lassen, schiebt die Band bereits im Jahr 2000 Made For Eternity nach, bei dem kein Geringerer als Schlagzeuger Mike Terrana die Felle gerbt. Auch der Masterplan-Gitarrist Roland Grapow steuert als Gastmusiker seinen Teil bei. Am Bass steht ab jetzt Michael Kaspar. Im Jahr 2002 kommt mit Under The Cross Platte Nummer fünf in die Läden. Kurz nach Fertigstellung des Silberlings bekommen Squealer das Angebot, Judas Priest als Support auf ihrer Europatour zu begleiten, welches die Band natürlich gerne annimmt.
Nach einer krankheitsbedingten Auszeit von Henner geht es Mitte 2003 an die Arbeiten zum nächsten Album, welches eigentlich Ende 2004/Anfang 2005 erscheinen soll, doch dann trifft die Band ein herber Schicksalsschlag. Im Januar 2005 kommt Henner mit seinem Auto von der spiegelglatten Fahrbahn ab und stirbt im Alter von 38 Jahren. Die Band und die Fans befinden sich im Schockzustand und lange ist nicht klar, ob Squealer ohne Henner eine Zukunft haben.
Durch Mike Terrana wurde bereits einige zeit vorher der Kontakt zu Gus Chambers hergestellt, der bei der Grip Inc. hinter dem Mikro steht. Als sich Grip Inc. dann Anfang 2005 auflösen, ist Gus auf der Suche nach einer neuen Betätigung. Nach nur einer gemeinsamen Probe ist klar, die Chemie stimmt und Gus Chambers wird als neuer Sänger verpflichtet. Auch der vakante Posten des Schlagzeugers wird mit Martin Buchwalter neu besetzt. Nach einem Gedenkkonzert für Henner, welches am 7. Januar 2006 in seiner Heimatstadt Schwalmstadt stattfindet, benennt sich Squealer in der neuen Besetzung in Squealer A.D. um und nimmt erneut Anlauf, in der Metalszene Fuß zu fassen. Das gemeinsame Album Confrontation Street fällt deutlich aggressiver aus als seine Vorgänger und spiegelt deutlich die Frustration und die Wut über die geschehene Tragödie wider.
Weder die Zusammenarbeit mit Gus, noch das Kürzel A.D. sind lange von Bestand. Wegen musikalischer und persönlicher Differenzen gibt es erneut einen Sängerwechsel. Gus muss gehen und Squealer finden mit Norbert Vornam einen neuen Mann am Mikro. Die Band kürzt ihren Namen auch wieder auf Squealer und kehrt musikalisch mehr zu ihren Wurzeln zurück. Bereits 2007 werden unter der neuen Besetzung Auftritte auf dem Rockharz Open Air und dem Summer Breeze absolviert und ein Jahr später melden sich Squealer mit The Circle Shuts im Gepäck zurück. 2009 trennt man sich von Drummer Martin und in den folgenden Jahren helfen Eike Thomas, Maik Goß und Matthias Karle als Live-Schlagzeuger aus. Mit Ausnahme von ein paar wenigen Festival-Auftritten, wie dem Ragnarock Open Air 2010 oder dem Bullblast 2012 bleibt es in dieser Zeit jedoch relativ ruhig um die Hessen. Von 2012 bis 2014 finden Squealer noch weitere personelle Veränderungen statt. Bassist Manuel Roth und Sänger Sebastian Werner werden fester Teil des Lineup, mit dem die Band wieder vermehrt Liveauftritte absolviert, unter anderem bei der Metal Cruise 70000 Tons Of Metal 2016. Mit der nun erprobten und eingeschworenen neuen Besetzung treibt die Band das Songwriting für das neue Album Behind Closed Doors voran, dass im Februar 2018 über das Label Pride & Joy Music erscheint. Um die „Runderneuerung“ perfekt zu machen, wurde auch im Umfeld der Band mit einem hochkarätigen neuen Team zusammengearbeitet. So wurde Ito Grabosch für die Aufnahmen verpflichtet, während sich Roland Grapow (ex Helloween / Masterplan) für den Mix und Mika Jussila (Finnvox Studios) für das Mastering verantwortlich zeigten. Von Februar 2018 bis Frühjahr 2020 kehrt Martin Winter vorübergehend als Schlagzeuger zur Band zurück.
Im Laufe des Jahres 2020 beginnt die Band mit dem Songwriting und der Produktion des Albums Insanity, das am 4. Dezember 2020 über Pride & Joy Music erscheint. Am Schlagzeug ist hier Peter Schäfer zu hören, der fortan das Lineup wieder komplettiert.

## Stil
Squealer sind vom Stil her am ehesten im Thrash- und Speed Metal einzuordnen, wobei sich der Stil der einzelnen Alben leicht unterscheidet und so auch Einflüsse aus dem Power Metal und anderen Sparten mit einfließen.

## Diskografie

### Demos
- 1986: Squeal for your life (MC; Eigenvertrieb)
- 1987: Ready To Fight (MC; Eigenvertrieb)
- 1988: One Beer Too Much (MC; Eigenvertrieb)

### Studioalben
- 1992: Make Your Day (CD; AFM Records)
- 1995: Wrong Time, Wrong Place?[2] (CD; AFM Records)
- 1999: The Prophecy (CD; AFM Records) Re-Release via Metal Blade Records, 2000.
- 2000: Made For Eternity (CD/MC; AFM Records)
- 2002: Under The Cross[3][4] (CD/MC; Painful Lust / AFM Records)
- 2006: Confrontation Street (CD; AFM Records)
- 2008: The Circle Shuts[5][6][7] (CD; AFM Records)
- 2018: Behind Closed Doors[8] (CD; Pride & Joy Music)
- 2020: Insanity[9] (CD; Pride & Joy Music)

### Singles und EPs
- 1990: Human Traces (12"; Eigenvertrieb)
- 2002: In Zaire (CD; Painful Lust / AFM Records)
- 2008: The Coursing (MP3; AFM Records)
- 2017: Behind Closed Doors (MP3; Pride & Joy Music)
- 2017: M:O:T:M (MP3; Pride & Joy Music)
- 2018: Fate (MP3; Pride & Joy Music)